# Tarenna stellulata
Tarenna stellulata är en måreväxtart som först beskrevs av Joseph Dalton Hooker, och fick sitt nu gällande namn av Henry Nicholas Ridley. Tarenna stellulata ingår i släktet Tarenna och familjen måreväxter. Inga underarter finns listade i Catalogue of Life.